# Annik Mahaim
 (février 2022).
Pour les articles homonymes, voir Mahaim.
Annik Mahaim, née le 23 octobre 1951 à Lausanne et morte le 17 janvier 2024, est une écrivaine, journaliste, féministe et historienne suisse.

## Biographie
Née de mère française et de père suisse, Annik Mahaim fait des études de lettres dans la capitale vaudoise. Engagée dans les domaines de la chanson et du théâtre, elle partage son temps entre Paris et la Suisse.
Elle milite dans le mouvement de libération des femmes (MLF) dans les années 1970, période pendant laquelle elle vit à Paris.
Féministe et passionnée d'histoire, elle publie deux essais en collaboration avec Ursula Gaillard, Un siècle d'Union syndicale suisse (1980), Retards de règles (1983) et s'engage dans une carrière de journaliste, d'abord à L'Illustré, puis à la Radio suisse romande.
Après la kabbale et l'ésotérisme, elle s'intéresse aux tarots et fait de ce jeu l'argument de son premier roman Carte blanche (Prix Bibliothèque Pour Tous en 1991). Également poète et nouvelliste, elle publie en 1994 un recueil de nouvelles intitulé Volte-face. Cong, un roman policier paru en 2001, révèle un surprenant envers du décor parisien. Son roman Ce que racontent les cannes à sucre, paru aux Éditions Plaisir de Lire en 2011, emmène le lecteur dans le passé colonial de l'île Maurice.
En juin 1991, elle participe à la première grève des femmes en Suisse.
En 2016, elle est la lauréate de la Bourse à l’écriture du canton de Vaud.
Annik Mahaim poursuit une œuvre multiforme, romans, nouvelles, récits autobiographiques, chroniques, fragments, essais et contributions à des ouvrages collectifs. Pendant de nombreuses années et dans des cadres très divers, elle a donné des formations et animé des ateliers d’écriture. Certains de ces ateliers ont donné lieu à des ouvrages, à l’image de celui sur le thème "A fleur de peau. Vienne 1900, de Klimt à Schiele et Kokoschka" ou encore à un livre d’artiste réunissant haïkus et sérigraphies.
Elle meurt le 17 janvier 2024, à l'âge de 72 ans, des suites d'un cancer.

## Publications
- Des mots à prendre chant, Chesalles-sur-Moudon, éditions Grand Champ, 1979
- Femmes et mouvement ouvrier: Allemagne d'avant 1914, Révolution russe, Révolution espagnole, avec Alix Holt & Jacqueline Heinen, Paris : Éditions La Brèche, 1979, 223 pages.
- Annik Mahaim et Ursula Gaillard, Retards de règles, Lausanne, Éditions d'en bas, 1983Essai
- Annik Mahaim et Ursula Gaillard, Femmes et syndicats : Un siècle d'union syndicale suisse, Vevey, L'Aire, 1980Essai
- Carte blanche, Vevey, L'Aire, 1991Roman
- Volte-face, Vevey, L'Aire, 1995Nouvelles
- Cong, Vevey, L'Aire, 2000Roman policier
- Zhong, Vevey, L'Aire, 2002Roman policier
- La fabrique de bébés, Vevey, L'Aire, 2006Récit
- Ce que racontent les cannes à sucre, Lausanne, Éditions Plaisir de Lire, 2011 (lire en ligne)Roman
- Pas de souci!, Lausanne, Éditions Plaisir de Lire, 2015 (ISBN 9782940486564)nouvelles[7]
- Radieuse matinée, Vevey, L'Aire, 2016 (ISBN 9782940537686, lire en ligne)Roman[8]
- La Femme en rouge, Lausanne, Éditions Plaisir de Lire, 2018 (ISBN 978-2-88387-102-1, lire en ligne)Roman[9]
- Franchir les ravins, Vevey, L'Aire, 2021 (ISBN 9782889563241, lire en ligne)Roman
- Les dressings, Vevey, L'Aire, 2021 (ISBN 9782889561902, lire en ligne)Roman[10]
- Gameuse, Chavannes-de-Bogis, ISCA, 2022 (ISBN 9782940723348, lire en ligne)Roman

## Ouvrages collectifs
- Abécédaire lapidaire des frontières in Frontière(s), Archamps, Lettres frontières, 2013 (ISBN 978-2-9547084-0-9, lire en ligne)Recueil
- Au pays des merveilles in Les heures étoilées de ma vie, Vevey, L'Aire, 2015 (ISBN 9782940537396, lire en ligne)Collectif
- La Suisse est un village, Vevey, L'Aire, 2016 (ISBN 9782940586424, lire en ligne)Collectif
- Naissances, Vevey, L'Aire, 2018 (ISBN 9782940586912, lire en ligne)Collectif
- Tu es la soeur que je choisis, Lausanne, En Bas, 2019 (ISBN 978-2-8290-0600-5, lire en ligne)Collectif[11],[12],[13],[14]

## Essais, divers
- Le cafard caméléon in Les Lauriers fleurissent, Lsusanne, L'Age d'Hommee, 2004 (ISBN 9782825119365, lire en ligne)Recueil, essai
- Une branche de famille de Montille à l'île Maurice in Recueil des travaux du Centre beaunois d'Études Historiques (CBEH), tome 27, Beaune, Centre beaunois d'Études Historiques (CBEH), 2009 (lire en ligne)Recueil
- Yvette Z'Graggen, la générosité in Souvenirs d'Elle, hommages, témoignages, approches autour d'Yvette Z'Graggen, Vevey, L'Aire, 2012 (ISBN 9782940478729, lire en ligne)Recueil[15]
- Préface in Désirs et servitudes, Anne Bottani-Zuber, Vevey, L'Aire bleue, 2023 (ISBN 9782889563333, lire en ligne)Préface